# École américaine de Douala

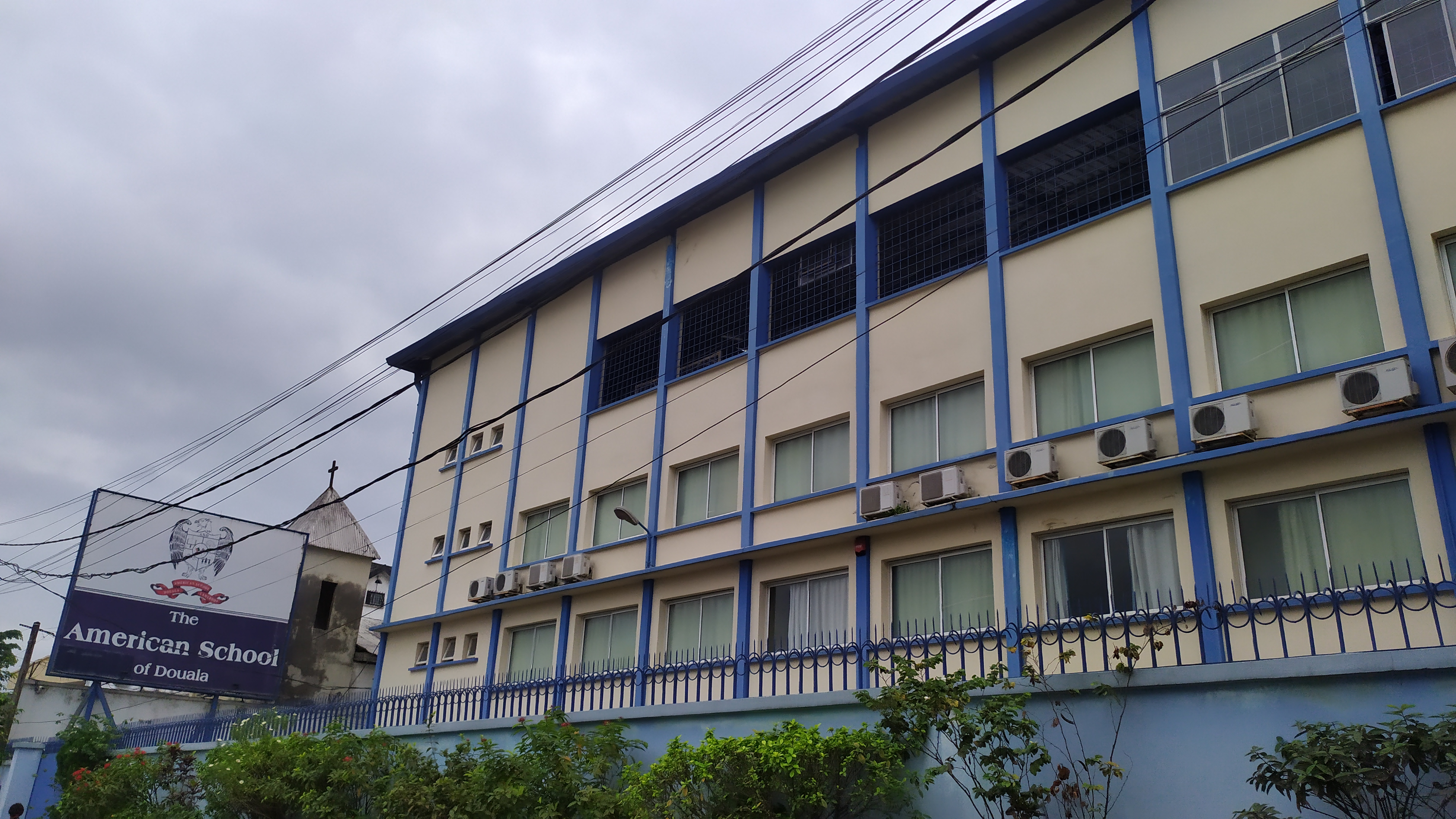
Ecole américaine de Douala

Pour les articles homonymes, voir ASD.
 L'École américaine de Douala (en anglais : American international school of Douala ou ASD) est une institution scolaire internationale située à Douala, au Cameroun, qui forme de l'âge préscolaire jusqu'à la 12e année. Elle est créée en 1978.